# 喜海
喜海（きかい、治承2年（1178年）- 建長2年12月20日（1251年1月13日））は、鎌倉時代中期の華厳宗の僧。号は義林房。

## 略歴
山城国栂尾高山寺に入って明恵に師事し華厳教学を学び、明恵とともに華厳教学やその注釈書「華厳経探玄記」の書写・校合に携わった。明恵の置文に高山寺久住の一人として高山寺の学頭と定められ、明恵の没後も高山寺十無尽院に住した。明恵の行状を記した「高山寺明恵上人行状」は有名である。弟子には静海・弁清などがいる。